# Tmetonyx gulosa
Tmetonyx gulosa är en kräftdjursart som först beskrevs av Henrik Nikolai Krøyer 1845.  Tmetonyx gulosa ingår i släktet Tmetonyx och familjen Uristidae. Inga underarter finns listade i Catalogue of Life.